# Assedio di Kojinyama
Nell'assedio di Kojinyama del 1544, Takeda Shingen continua l'invasione dello Shinano nella valle di Ima, conquistando la fortezza di Kojinyama della famiglia Tozawa.